# Kacir (Kacir-Chariš)
Kacir (hebrejsky קציר, v oficiálním přepisu do angličtiny Qazir, přepisováno též Katzir) je vesnice typu společná osada (jišuv kehilati) a obec v severním Izraeli, v Haifském distriktu, v Oblastní radě Menaše. Od roku 1992 do roku 2012 byla administrativně spojená s nedalekou obcí Chariš do města Kacir-Chariš.

## Geografie
Nachází se v nadmořské výšce 324 metrů v kopcovité krajině regionu vádí Ara cca 38 kilometrů jihojihovýchodně od Haify a cca 5 kilometrů jihozápadně od Umm al-Fachm. Západně od vesnice se rozkládá zalesněná vrchovina Giv'ot Iron, jižně od vesnice spadá terén do údolí vádí Nachal Narbeta, přičemž vádí zde přibližně sleduje hranici, která odděluje vlastní Izrael a Západní břeh Jordánu. Zástavba obce je rozložena na několika pahorcích, z nichž zcela osídlené jsou pahorky ha-Giv'a ha-Merkazit (הגבעה המרכזית) a ha-Giv'a ha-Ma'aravit (הגבעה המערבית).
Na dopravní síť je vesnice napojena pomocí lokální silnice 6513.

## Dějiny
Kacir byl založen v květnu 1982 na pozemcích v majetku Židovské agentury. Vesnice měla status společné osady (jišuv kehilati). Prvotní zástavba spočívala v mobilních karavanech. Počátkem 90. let 20. století tu žilo jen cca třicet rodin.
V roce 1991 prosadil tehdejší ministr bydlení a výstavby Izraele Ariel Šaron plán na výstavbu několika nových měst a na posílení těch stávajících podél Zelené linie nazvaný Jišuvej ha-Kochavim, přičemž právě zdejší region byl nejsevernějším řešeným v tomto plánu. V rámci realizace tohoto plánu došlo roku 1992 ke sloučení vesnic Kacir a Chariš do jedné obce nazvané zpočátku Tel Iron (טל-עירון) nebo Iron (עירון), ale roku 1995 přejmenované na Kacir-Chariš. V roce 1996 byl Kacir-Chariš povýšen na místní radu (malé město).
Vzhledem k tomu, že druhá vesnice, z níž bylo utvořeno město Kacir-Chariš, se nacházela v geograficky oddělené oblasti, bez přímé teritoriální návaznosti, zachovával si Kacir urbanistický charakter samostatného sídla. V roce 2012 byla obec Kacir-Chariš zrušena a její obě části se osamostatnily. Kacir se stal součástí Oblastní rady Menaše.

## Demografie
Podle údajů z roku 2014 tvořili naprostou většinu obyvatel v Kaciru Židé - cca 2400 osob (včetně statistické kategorie "ostatní", která zahrnuje nearabské obyvatele židovského původu ale bez formální příslušnosti k židovskému náboženství, cca 2600 osob).
Jde menší obec urbanisticky koncipovanou jako sídlo městského typu s dlouhodobě rostoucí populací. K 31. prosinci 2014 zde žilo 2671 lidí. Během roku 2014 populace stoupla o 4,8 %.
| Rok            | 2012 | 2013 | 2014 |
| -------------- | ---- | ---- | ---- |
| Počet obyvatel | 2484 | 2548 | 2671 |

* údaje z doby před rokem 2012 viz článek Kacir-Chariš